# Compsoptera anargyra
Compsoptera anargyra là một loài bướm đêm trong họ Geometridae.